# Secret of Mana
Secret of Mana, conocido en Japón como Seiken Densetsu 2 (聖剣伝説2?  lit. "La leyenda de la Espada sagrada 2"), es la segunda parte de la saga Seiken Densetsu de videojuegos de rol. Fue desarrollado y distribuido por Squaresoft.
Lo que caracteriza a esta entrega es su jugabilidad, la cual está basada en el formato de tiempo real (batalla activa como en los videojuegos de la saga The Legend of Zelda). La fluidez de las batallas es posible gracias al sistema de menú, que cuenta con la posibilidad de intercambiar armas, invocar hechizos mágicos, entre otras funciones. 
Los protagonistas del videojuego son el guerrero Randi, una chica llamada Primm y una pequeña criatura llamada Popoi. Estos nombres son dados a dichos personajes en la versión japonesa original del videojuego, mientras que en las versiones iniciales para América del Norte y Europa, el jugador tiene la opción de ponerles el nombre que desee. 

## Conceptos básicos del juego

### Control de los jugadores
Cada personaje posee distintos puntos fuertes o débiles. El héroe, por ejemplo, aunque es incapaz de utilizar la magia, compensa esta carencia con una fuerza superior y un manejo más rápido de las armas; sin embargo, la chica tendrá una función más curativa que ofensiva en sus hechizos. Tras ganar puntos de experiencia después de un combate, mejoran algunos parámetros de los personajes, como la evasión o la fuerza. En las ciudades, se pueden comprar todo tipo de objetos, como los curativos y también nuevo equipamiento para el combate. A la hora de cambiar el equipamiento, lanzar hechizos o comprobar el estado de los personajes, el jugador accede a un menú circular, y cada vez que lo hace, se para el tiempo de juego. Dicho menú se utiliza en las siguientes entregas de Seiken Densetsu.

### Armas y magia
Secret of Mana brinda una variedad de armas a escoger, ocho en total (espada, arcos y flechas, lanza, Puños, hacha, boomerang, látigo y jabalina). Dichas armas pueden ser mejoradas en el transcurso del juego por medio de los llamados orbes, los cuales generalmente se obtienen, ya sea derrotando a un enemigo poderoso o hallándolos en cofres de tesoros en los castillos. En total hay ocho orbes y uno adicional por arma (mejoras) de cada tipo de arma lo que eleva el número de ellas a un total de 80 (72 + 8 novenos orbes) , teniendo la posibilidad de realizar combos más poderosos a medida que vamos forjándolas a mayor nivel. Una vez conseguido un orbe, el arma puede llevarse a un herrero (pueden encontrarse en la mayoría de las localidades) para forjarla de nuevo.
Nota sobre los novenos orbes: Existe un noveno orbe para cada arma que puede conseguirse eliminando enemigos en la fortaleza final del juego, la posibilidad de obtener dichos orbes es muy baja, con lo que se requiere matar cientos de enemigos para obtenerlos en dicha fortaleza.
Algo parecido sucede con las magias, en las que hay nueve niveles (del 0.00 hasta el 8.99) pero a diferencia de las armas, no necesitan orbes para aumentar su nivel sino que se encuentren las ocho semillas Maná que hay a lo largo del juego. Cada vez que se emplea una magia, se reducen los puntos de magia. Para aprender una nueva habilidad mágica, es preciso rescatar a varios entes que representan elementos de la naturaleza (agua, tierra, aire, fuego, oscuridad, luz, luna y vida); cada uno enseñará al jugador una habilidad distinta.

### Combate
El combate se lleva a cabo en tiempo real. Bajo cada personaje, aparece un indicador en el que se muestra el daño inducido a un enemigo; cuando se cambia el arma en cuestión, el indicador cae hasta el cero por ciento, incrementando rápidamente para que el jugador ataque al enemigo con todas sus fuerzas.

## Historia

### Introducción
La trama nace del conflicto entre civilizaciones y elementos sobrenaturales por controlar el flujo del maná mediante el uso de la magia y de la tecnología. Una orden de caballeros se esfuerza por mantener el equilibrio del maná en el mundo para impedir un desastre y proteger el Árbol del Maná. Al principio se especula con un cataclismo que podría haber ocurrido o estar a punto de suceder. El argumento tiene lugar en un mundo mágico donde existe un recurso etéreo, aunque limitado: el maná. Un tiempo atrás, una antigua civilización había explotado este recurso para construir la Fortaleza del Maná, un buque de guerra flotante. Los dioses, encolerizados, mandaron una banda de bestias para luchar contra la civilización. Como consecuencia, el mundo se sumió en el caos y el maná estuvo a punto de desaparecer. La paz vuelve cuando un héroe que empuñaba la espada del maná destruye el buque de guerra y la civilización.

### Argumento
El juego comienza cuando el protagonista masculino cae por una cascada cerca de la aldea de Potos y de regreso a su casa encuentra una espada clavada en una piedra. La espada servía como protección a los demonios que habían estado a punto de destruir el mundo de Mana hacia doscientos años y que había permanecido olvidada allí hasta este momento. Al ser extraída de la piedra el mundo de Mana comienza a ser invadido por demonios y es la labor del jugador arreglar el entuerto que se ha provocado. 
Desterrado de su pueblo, tiene que reactivar las defensas del mundo de Mana, personificadas en ocho semillas distribuidas en otros tantos palacios y localizados en los ocho confines del mundo. Mientras tanto, los demonios irán agotando la energía vital del mundo de Mana que es lo que alimenta a su principal fuente de energía: el árbol de Mana.
De esta forma, el jugador tiene que viajar por todo el mundo de Mana usando los diferentes transportes a nuestro alcance, e ir reactivando las semillas.
A medida que avance la historia, el jugador contará con la colaboración de dos aliados, una chica que busca a su prometido Dyluck, un soldado secuestrado por el jefe de los demonios, y un duende que ha perdido la memoria. La trama de las tres historias individuales se va complicando y entremezclando a medida que avanza el juego, descubriendo cada uno muchas cosas de su pasado.

## Personajes
- Randi: Es el protagonista principal de la historia. A su cargo está el manejo de las armas (aunque en realidad cualquiera de los otros dos protagonistas lo puede hacer). Es desterrado de su pueblo natal, Potos, hasta que restaure el orden en el mundo de Mana.
- Primm: Natural del reino de Pandora, es la hija del maestro y la prometida de Dyluck, un soldado de la guardia real que ha desaparecido misteriosamente tras una misión en el Bosque. No cejará en su empeño hasta dar con él y accederá a acompañar al chico cuando descubre que persiguen objetivos comunes. A su cargo está el uso de la magia defensiva aunque también puede aumentar el poder de nuestras armas.
- Popoi: Su amnesia le impide saber de dónde proviene aunque cuando se avance un poco en el juego lo recordará. Debido a su destreza con la magia, es usado en un espectáculo de transformaciones en la Aldea Dwarf pero decide acompañarnos cuando ve que el pueblo es atacado. A su cargo está la magia ofensiva que descargará sobre los enemigos, aspecto muy importante si tenemos en cuenta que determinados enemigos solamente pueden ser derrotados mediante la magia.
- Dyluck: El novio de la chica, secuestrado en principio por la bruja Elinee pero que más tarde será reclutado por el mismo jefe de los demonios.
- Watts: El herrero, aparece en casi todos los poblados dispuesto a forjar nuestras armas siempre que tengamos el orbe adecuado.
- Neko: Un gato que vende ítems (bastante más caros de lo normal) y que nos permite salvar nuestra partida en determinados puntos del juego.
- Jema: Caballero del reino de Tasnica que nos cuenta la historia de la espada y nos dará información sobre nuestros próximos movimientos.
- Phanna: Amiga de la protagonista, siente celos de ella.
- Luka: Sacerdotisa y guardiana del Palacio del Agua. Nos da la Lanza y la posibilidad de reactivar la primera semilla.
- Elinee: Bruja del bosque responsable de convertir a los ciudadanos de Pandora en zombis y que luego resulta ser controlada por el jefe de los demonios
- Rey Truffe: Rey de Matango, el mundo de los champiñones. Enamorado de los Dragones de Leyenda nos salva la vida en una ocasión y nos presta un par de ítems que nos serán de mucha ayuda.
- Flammie: Dragón que rescatamos en las cuevas de Matango y entregamos al Rey Truffe. Más adelante cuando crezca será capaz de llevarnos a su lomo por todo el mundo de Mana.
- Mara: Agente doble entre los reinos del Sur y del Norte. La necesitaremos en algún momento de la aventura.
- Santa: El propio Santa Claus, que vive en las gélidas tierras nevadas y que ha sido secuestrado.
- Krissie: Jefa de la Resistencia, organización que lucha contra El Imperio.
- Sabio Joch: Maestro que vive en las montañas al que acudiremos para obtener el poder del Coraje.
- Thanatos: Jefe supremo de la organización de los demonios, responsable del secuestro de Dyluck y Phanna.
- Ghestar: Subjefe que a lomos de una motocicleta aérea nos atacará en varias ocasiones.
- Jefe de la Armada Escorpión: Extraño personaje al cargo de otra extraña, más si cabe organización que ansía las semillas de Maná para sus propios intereses.